# Wunut (Porong)
Wunut is een bestuurslaag in het regentschap Sidoarjo van de provincie Oost-Java, Indonesië. Wunut telt 4381 inwoners (volkstelling 2010).